# Половецький провулок
Полове́цький прову́лок — зниклий провулок, що існував у Шевченківському районі  міста Києва, місцевість Татарка. Пролягав від Половецької вулиці.

## Історія
Провулок виник наприкінці XIX століття як безіменне відгалуження від Половецької вулиці. Назву Половецький провулок набув 1939 року. Ліквідований 1977 року в зв'язку зі знесенням старої забудови на Татарці.